# Schwerfurter Fleischrasse

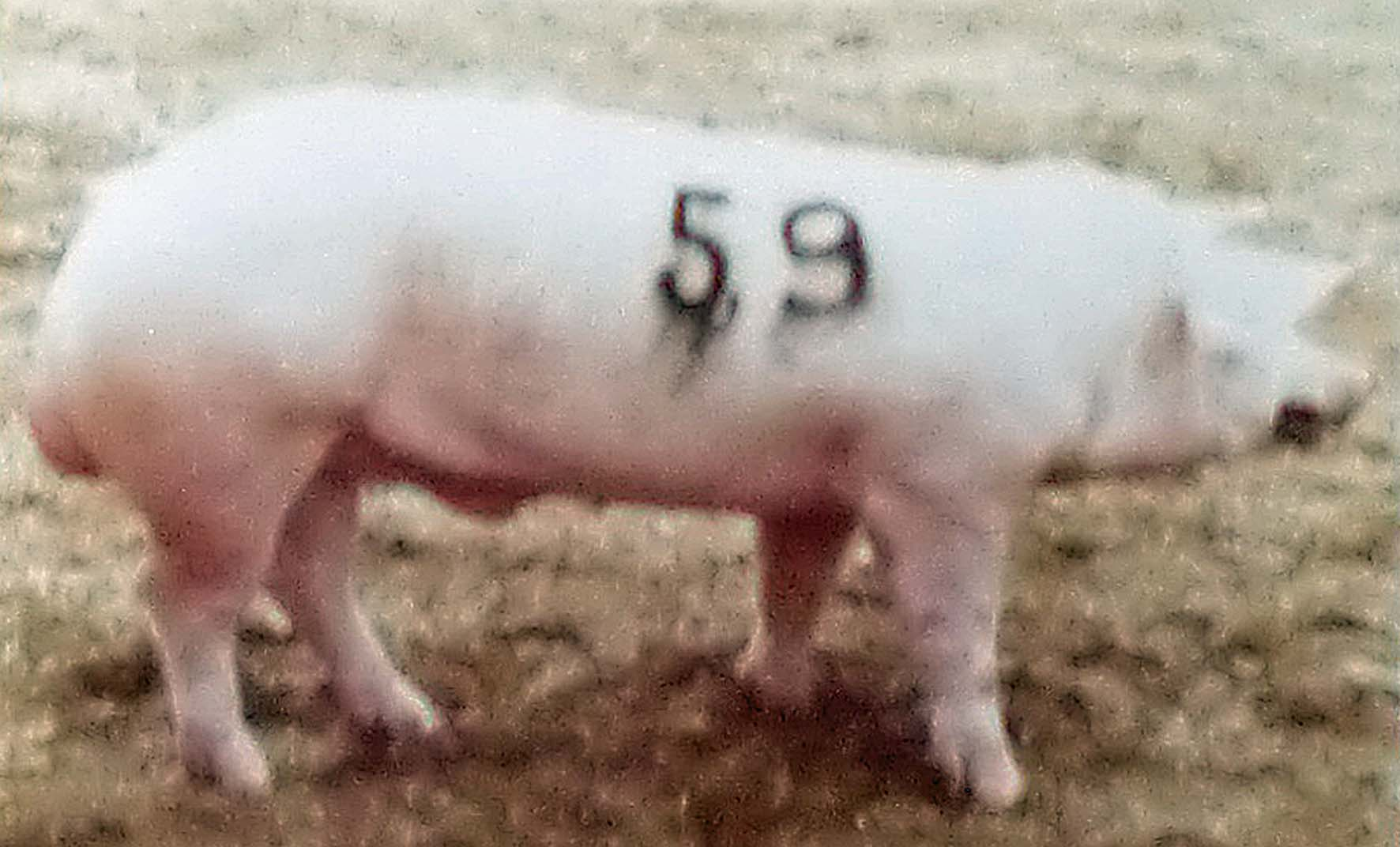
Jungeber der Schwerfurter Fleischrasse aus dem Gut Vogelsang (Mecklenburg), 1986

Die Schwerfurter Fleischrasse war eine in der DDR neu gezüchtete (synthetische) Schweinerasse.
Der Name leitet sich aus den ehemaligen Bezirken Schwerin und Erfurt ab, in denen die beteiligten Zuchtbetriebe des VVB Tierzucht lagen.

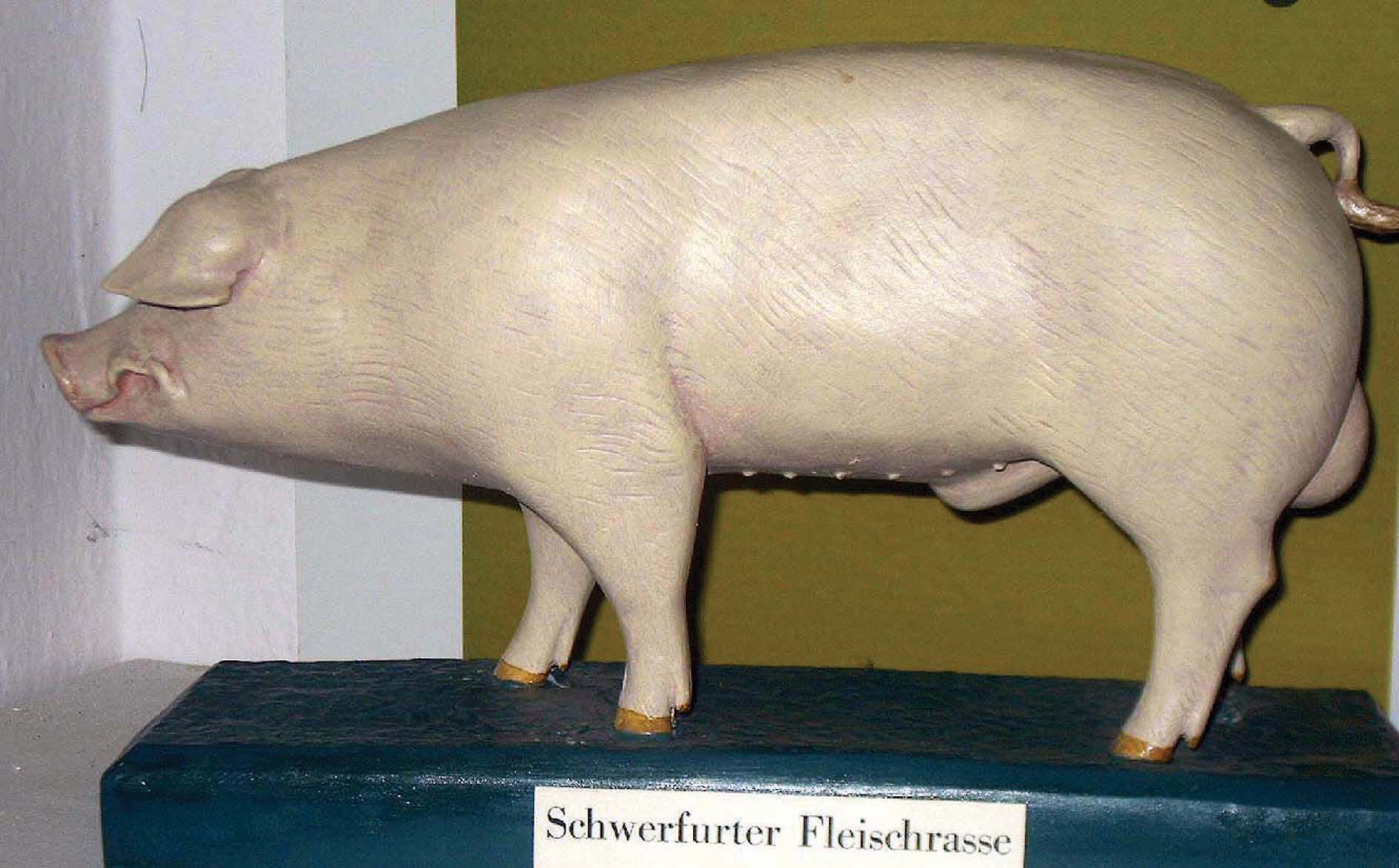
Idealmodell der Schwerfurter Fleischrasse

## Merkmale
Die Schwerfurter Fleischrasse war mittelrahmig, mittellang mit guter Ausbildung der Keule und mittelgroßen weißen Schlappohren; die Farbe weiß mit unregelmäßigen schwarzen Flecken. Die Scheckung nahm in den späteren Generationen ab. Die Wurfgröße war in der Reinzucht um  etwa 1,5 Ferkel geringer als bei den Mutterrassen.

## Geschichte
Die Rasse wurde von der Arbeitsgruppe Neuzüchtung (Leiter: Gunther Nitzsche) des WTZ für Schweineproduktion Ruhlsdorf konzipiert und bis zur Anerkennung wissenschaftlich begleitet.
Ausgangsrassen waren Pietrain (Pi, 1969 / 70 importiert aus Belgien und Schleswig-Holstein, eingestellt in das VEG Tierzucht Nordhausen), Lacombe (La, 1970 importiert aus Kanada, eingestellt in das VEG Tierzucht Vogelsang) und später die Belgische Landrasse (BL, als Genrerserve weiter gezüchtet im VEG Tierzucht Neuenhagen b. Berlin).
Als erster Schritt wurden Pietrain-Eber mit Lacombe-Sauen (im Bezirk Schwerin) bzw. Lacombe-Eber mit Pietrain-Sauen (in Nordhausen) gekreuzt und dann weiter in sich verpaart. Im nächsten Schritt kamen BL- und BLPi-Eber zum Einsatz. Deren Nachkommen wurden wieder in sich verpaart und ergaben die fleischansatzbetonte Linie F 150. Männliche Produkte dieser Linie – in den Zentralen Eberaufzuchtstationen (ZEA) gekört – kamen als Besamungs- oder Deckeber einer neuen Vaterrasse in der Produktionsstufe (Erzeugung von Mastferkeln) zum Einsatz. Die Linie F 150 wurde 1986 (nach über 10 Generationen In-sich-Züchtung) als Schwerfurter Fleischrasse (SF) anerkannt. Die Eber dieser Rasse besaßen Genanteile  von 25 % Lacombe und je 35 – 40 % Pietrain und Belgischer Landrasse. Sie  sicherten in der DDR fast 40 Prozent der Anpaarungen ab.
Im Jahre 1975 kam es zu einer weiteren Züchtungsvariante:  Hampshire x Pietrain und reziprok. Die F1-Eber zeigten eine hohe Überlegenheit in den Merkmalen der Fitness und Spermaerzeugung. Bei der weiteren Insich-Verpaarung gab es große Aufspaltungen, und auch der spätere Einsatz von Belgischer Landrasse und Duroc (Du) konnte die Neuzüchtungslinie F 151 nicht verbessern.
Am 31. Dezember 1989 wurden insgesamt 4142 Herdbuchsauen der Schwerfurter Fleischrasse gezählt.
1988 betrug die Überlegenheit im Fleischanteil gegenüber den Mutterrassen etwa zwei Prozent-Punkte. Das war für die Marktbedingungen der Bundesrepublik zu wenig.
Mit der Öffnung des Marktes ab 1. Juli 1990 übernahmen die neugegründeten Schweinezuchtverbände der Neuen Bundesländer die Programme der anderen Zuchtorganisationen. Als Endstufenpartner für die Erzeugung von Mastferkeln wurden überwiegend Pietrain-Eber festgelegt. Diese Rasse lag bezüglich des Muskelfleischanteils etwa 10 Prozent-Punkte über den Ergebnissen der  Schwerfurter Fleischrasse. Ein Versuch, letztere durch Einkreuzung reinrassiger Pietraineber zu verbessern („Extrafleischlinie“) brachte im Fleischanteil sofort um 5–6 Prozentpunkte höhere Ergebnisse und in Richtung „weiße Pietrain“ sogar sehr gute Ansätze zur Sicherung einer besseren Stressstabilität und damit zur Senkung der Verluste in der Mastschweinerzeugung.
Die beiden Trägerbetriebe stellten aber ihre Zuchtarbeit ein, so dass bereits 1994 – nach fast 25 Jahren – keine Herdbuch-Bestände der Schwerfurter Fleischrasse in Deutschland mehr vorhanden waren.